# سن-ژنوزیو-رود
شهر سن-ژنوزیو-رود (به فرانسوی: Sint-Genesius-Rode) در ناحیه اداری ال-ویلوورد  در استان فلومیش بربان  در منطقه فلاندری در کشور بلژیک واقع شده‌است.